# بول دينيت
بول دينيت (بالإنجليزية: Paul Dennett)‏ سياسي بريطاني من حزب العمال وهو رئيس البلدية المنتخب الحالي لمدينة سالفورد ونائب رئيس بلدية مانشستر الكبرى بإنجلترا. وهو مثلي الجنس علنا.

## الحياة السابقة
ولد دينيت في وارينغتون ونشأ في عائلة من الطبقة العاملة. كان والده يعمل في محطة كهرباء وكان نقابيًا نشطًا وكانت والدته ربة منزل ومنظفة منازل. قام والداه فيما بعد بامتلاك «حانة ذي إنجن» في بريسكوت، مرزيسايد. التحق بمدرسة بارك رود الابتدائية ومدرسة غريت سانكي الثانوية، قبل العمل في خدمة العملاء في مركز اتصال تابع لمجموعة بي تي.
حصل على درجة البكالوريوس في إدارة الأعمال الدولية من جامعة ألستر، وماجستير في إدارة الموارد البشرية والعلاقات الصناعية من كلية مانشستر للأعمال، وماجستير في العلوم الاجتماعية من جامعة مانشستر متروبوليتان. عمل دينيت مستشارًا للموارد البشرية ومحاضرًا في كلية إدارة الأعمال بجامعة مانشستر متروبوليتان.

## المسار المهني
انضم دينيت إلى حزب العمال البربطاني في عام 2007. تم انتخابه كرئيس بلدية مدينة سالفورد في 5 مايو 2016 خلفًا ليان ستيوارت من حزب العمال، وأعيد انتخاب دينيت في عام 2021.
دينيت عضو في سلطة مانشستر الكبرى المشتركة، وذلك بصفته رئيس بلدية سالفورد وهو مدير لجنة الإسكان والتشرد والبنية التحتية في سلطة مانشستر الكبرى المشتركة. وهو كذلك نائب رئيس بلدية مانشستر الكبرى ومنذ ديسمبر 2021.
كان دينيت سابقًا عضو مجلس مدينة سالفورد عن لانغورثي وورد بين عامي 2012 و2016، وهو عضو في نقابتي يونايت يونين واتحاد الجامعات والكليات.
دينيت مثلي الجنس علنا.